# Maitreyi
Maitreyi este un roman exotic, al experienței, scris de Mircea Eliade. A fost publicat pentru prima oară în 1933 și s-a bucurat de popularitate în întreaga lume, fiind tradus în mai multe limbi: franceză, engleză, italiană, germană, spaniolă, catalană, esperanto etc.
Maitreyi a reprezentat o însemnătate specială pentru istoria literaturii române, cât și pentru istoria litaraturii universale deoarece „ Puține opere din istoria literaturii universale tratează aceleași fapte în viziunea celor doi scriitori care au fost , în același timp , protagoniștii lor.”
Este considerat de exegeți un „roman al autenticității”, existând 3 niveluri ale scriiturii:
- jurnalul naratorului, care povestește evenimentele legate de viața sa din India, de Dasgupta și Maitreyi;
- însemnările ulterioare făcute de narator, infirmând sau confirmând primele impresii;
- confesiunea făcută de narator după ce acțiunea s-a consumat.

### Acțiune
Eroina romanului, Maitreyi Devi, fiica unui mare filozof indian, Surendranath Dasgupta, trăiește o dragoste mistică, s-ar putea spune, cu autorul cărții.
Acțiunea are loc în Calcutta anilor 1930, Allan (alter-egoul autorului) locuind în casa lor, ca „ucenic” al acestui savant. Deși la început el nu simte decât repulsie pentru Maitreyi, se îndrăgostește iremediabil de aceasta. Fata îi impărtășește sentimentele dar nu îi mărturisește dragostea, aceasta reflectându-se în faptele sale.
Romanul introduce cititorul în lumea Indiei, a obiceiurilor și a tradițiilor orientale. Dasgupta refuză căsătoria lor, alungându-l pe Allan, care, îndurerat, se refugiază în Himalaya pentru o vreme ca pustnic, în timp ce Maitreyi este supusă pedepselor crudului ei tată, după care se mărită forțat.

### Răspunsul din realitate
În 1972, la întâlnirea dintre cu reputatul sanscritolog român Sergiu Al.George, Maitreyi Devi, devenită o cunoscută poetă indiană, a aflat de existența romanului. Lecturându-l, ea a considerat că lucrarea îi strică reputația și că o expune în fața întregii lumi. A negat vehement întâlnirile dintre Eliade și ea, noaptea pe care acesta o prezintă în romanul său, și l-a condamnat pe acesta că a fugit din fața tatălui ei. Maitreyi Devi a scris și ea la rândul său un roman răspuns, intitulat Dragostea nu moare, în care își prezintă trăirile. Acest roman însă a fost de fapt scris pentru a îndrepta „o reputație șifonată”, pentru a șterge impresiile lumii după parcurgerea romanului lui Eliade, despre care spune că ce a simțit el nu era dragoste.
Mai târziu, sora acesteia (motivul pentru care Dasgupta a aflat de cei doi) îl condamnă pe Eliade și spune că era doar un pierde-vară.
Maitreyi vine în România la invitația Uniunii Scriitorilor și vizitează pe mama și sora lui Eliade. Îl vizitează pe Eliade la Chicago, și își exprimă repulsia față de cartea scrisă de el. Maitreyi a murit în 1989.

## Traduceri
Romanul Maitreyi a fost tradus în mai multe limbi străine:
- slovacă (Maitreyi, în vol. Maitreyi. Slečna Kristína, Slovenský spisovateľ, Bratislava, 1988; traducere de Hilda Bunčáková și Ľubica Vychovalá),[1][3]
- cehă (Bengálská noc, Melantrich, Praga, 1989; traducere de Jiří Našinec și Eva Strebingerová),[4]
- japoneză (Maitorei, Sakuhinsha, Chiyoda, Tokyo, 1999; traducere de Haruya Sumiya, reeditată în 2009 de editura Kawade Shobo Shinsha din Tokyo în vol. Maitorei. Keibetsu, împreună cu romanul Disprețul al lui Alberto Moravia)[5][6][7][8][9] etc.

## Ecranizări
- La nuit Bengali. Franța, 1998.[1]

## Adaptări
În anul 2025 compozitorul Șerban Nichifor a elaborat suita de balet Maitreyi, ce a fost publicată în Franța.